# 11. SS Freiwilligen-Panzergrenadier-Division "Nordland"
L'11. SS-Freiwilligen-Panzergrenadier-Division Nordland, conosciuta anche come Kampfverband Waräger, Germanische-Freiwilligen-Division, o SS-Panzergrenadier-Division 11 (Germanische) fu una divisione meccanizzata delle Waffen-SS formata a partire dal luglio del 1943 da volontari di guerra di cui la maggior parte proveniva dalla Danimarca, oltre ad aliquote dei Paesi Bassi e Italiane.
Tuttavia, nel corso della sua esistenza, vi confluirono vari volontari provenienti da altre nazioni interessate dal conflitto mondiale: dagli estoni ai finlandesi, dai francesi ai britannici  e persino Spagnoli. La divisione operò principalmente sul fronte orientale, e poté vantare un alto numero di decorazioni guadagnate sul campo.

Impegnata in durissimi combattimenti nel 1944 sul fiume Luga e a Narva, dovette ritirarsi sulla linea di Tannenberg e infine in Lituania.
Fu poi attiva in Pomerania nel febbraio del 1945 per essere poi destinata al fronte dell'Oder. Si batté a Stargard e fu infine annientata a Berlino. I sopravvissuti si arresero alle truppe statunitensi sull'Elba.
I suoi comandanti (Franz Augsberger, l'SS-Obergruppenführer Fritz von Scholz e Joachim Ziegler) morirono in combattimento. Von Scholz cadde infatti il 28 luglio 1944 presso Narva, mentre l'SS-Brigadeführer Joachim Ziegler morì a Berlino il 2 maggio 1945.
La sua insegna era la svastica inserita in un cerchio.

## Concetto e formazione
Verso il 1943, le formazioni straniere nelle Waffen-SS avevano stabilito un primato nel combattimento. La 5. SS-Panzer-Division Wiking, una divisione di volontari, era operativa dal 1940.
Tuttavia, la Wiking, i cui effettivi erano prevalentemente volontari nordici, aveva ufficiali tedeschi. Nel febbraio 1943, Hitler ordinò la creazione di una divisione SS in cui anche gli ufficiali provenissero dai volontari stranieri. Il reggimento Nordland della Wiking, formato da volontari scandinavi, fu tolto dai reparti di linea per essere usato come base per la nuova divisione. Originariamente la divisione doveva intitolarsi Waräger (Variaghi), ma il nome venne "bocciato" da Hitler in persona. Perciò si decise che la nuova divisione avrebbe semplicemente adottato il nome del reggimento preesistente: Nordland, per l'appunto.

la Nordland accolse elementi di varie nazionalità. Alla fine della guerra, volontari danesi, svedesi, ungheresi, estoni, finlandesi, francesi, romeni, spagnoli e soprattutto Italiani erano stati direttamente inquadrati in tale divisione, o vi erano stati aggregati.
Nel gennaio 1944, fu ordinato alla divisione di muovere sul fronte di Oranienbaum (presso Leningrado), sotto il comando del Gruppo d'armate Nord guidato dal feldmaresciallo Walter Model.

## Da Leningrado a Narva - la battaglia delle SS europee
La Nordland, assieme al resto del III. SS-Panzerkorps, arrivò al fronte presso Leningrado e fu subito adibita al contrattacco – a contrasto delle azioni sovietiche tendenti a rompere l'accerchiamento tedesco della città. Quando tale sforzo sovietico riuscì nell'intento, la Nordland si ripiegò combattendo per 60 km fino ad Oranienbaum. Il 14 gennaio, un assalto sovietico riuscì a far collassare il fronte tedesco, e la Nordland eseguì un secondo, analogo, ripiegamento fino a Narva (Estonia), dove si organizzò un'altra linea difensiva.
All'inizio di febbraio, i sovietici lanciarono i primi attacchi verso la città, aprendo così la battaglia di Narva.
Lo scontro sarebbe passato alla storia con la denominazione di "battaglia delle SS europee", visto che la maggior parte dei difensori era europea, e più precisamente vi erano:
- Italiani,29. Waffen-Grenadier-Division der SS (italienische Nr. 1)
- valloni, 5. SS-Freiwilligen-Sturmbrigade Wallonien
- fiamminghi, 6. SS-Freiwilligen-Sturmbrigade Langemarck
- estoni, 20.Waffen-Grenadier-Division der SS (estnische Nr.1)

oltre, ovviamente, a tedeschi delle formazioni regolari. Nel complesso, i difensori della linea del fiume Narva ammontavano a 50 000 uomini. Dovevano reggere l'urto di 200 000 nemici del Distretto militare di Leningrado.
In principio l'attacco fu lanciato il 13 febbraio, con i sovietici che attaccavano proprio attraverso la linea, ed al contempo conducevano un'operazione anfibia dal Mar Baltico nei pressi di Mereküla. La Nordland annientò la forza da sbarco sovietica. Per i successivi cinque mesi le SS europee fecero fronte agli attacchi russi, e la Nordland mostrò di sapersi battere con grande determinazione. In marzo, i sovietici riuscirono a distruggere il ponte sulla Narva, tagliando fuori le truppe che si trovavano sull'altro lato. I pionieri dell'omonimo battaglione della Nordland ricostruirono rapidamente il ponte, pur se esposti a violento fuoco nemico. L'avvio dell'Operazione Bagration nel giugno 1944 determinò l'intrappolamento del Gruppo d'armate Nord nella Sacca di Curlandia. Dopo mesi di aspri scontri, il ponte Hermannsberg sulla Narva saltò in aria, ed i difensori dovettero arretrare di 25 km ad ovest, sulla Linea Tannenberg.

## Linea Tannenberg - Sacca di Curlandia
La linea Tannenberg era fissata su tre colli strategici. Da ovest ad est, erano indicati con i nomi convenzionali di Collina 69.9, Collina Granatiere, Collina Orfanotrofio. Da quest'ultima si poteva proteggere il retro della città di Narva.
Dal 27 luglio la Nordland combatté al fianco della Sturmbrigade Langemarck e del Kampfgruppe Strachwitz (facenti parte della Panzergrenadier-Division Großdeutschland) nell'intento di mantenere il controllo della Collina Orfanotrofio. Nonostante la morte del comandante della Nordland, SS-Gruppenführer Fritz Scholz, caduto in combattimento, la divisione conservò fieramente la Collina Orfanotrofio, distruggendo 113 carri armati il 29 luglio.
Il 4 agosto, effettivi della Compagnia penale 103, un reparto punitivo, furono reintegrati ed assorbiti nel reggimento Danmark. Il III. SS-Panzerkorps si immolò nella difesa della Linea Tannenberg, finché il 16 settembre fu ritirato in Lettonia per difenderne la capitale Riga. Riga cadde il 12 ottobre e per la fine del mese tutte le unità di Waffen-SS furono ritirate in quella che sarà ricordata come la "Sacca di Curlandia".
Da fine ottobre a dicembre 1944, la Nordland combatté aspre battaglie difensive nella sacca, ed ai primi di dicembre gli effettivi della divisione erano scesi a 9 000 uomini. A gennaio 1945, la divisione ricevette l'ordine di spingersi al porto baltico di Libau, da cui si trasferì via mare in Pomerania. La divisione sbarcò a Stettino, con il Panzer Abteilung Hermann von Salza inviato a Gothafen per eseguire i ripristini necessari. A fine gennaio, la Nordland fu assegnata al SS Panzer-Armeeoberkommando 11. di Steiner, che all'epoca si stava formando per la difesa di Berlino.

## Prussia orientale e Pomerania
Ai primi di febbraio, il Panzer Abteilung ripristinato fece ritorno alla divisione, e cominciò pure ad arrivare qualche scarso rinforzo. 
Il 16 febbraio la divisione ricevette l'ordine di concorrere ad un'offensiva nell'ambito dell'Operazione Sonnenwende, avente lo scopo di distruggere un caposaldo sovietico e liberare i propri commilitoni assediati nella città di Arnswalde. L'offensiva era stata concepita dal Generaloberst Heinz Guderian come assalto di massa con estensione pari a tutto il fronte, ma Hitler aveva deciso di ridimensionarla al rango di contrattacco locale. In un primo momento, l'attacco della Nordland sortì l'effetto di una totale sorpresa tattica, e la divisione avanzò rapidamente in tutti i settori fino alle rive del Lago Inha.
Ma quando i sovietici iniziarono a comprendere la situazione, la loro resistenza si fece sempre più inflessibile, e l'avanzata degli attaccanti rallentò corrispondentemente.
Il giorno dopo la divisione raggiunse Arnswalde e liberò dall'assedio l'esausta guarnigione che continuava a presidiare il sito. Nei giorni immediatamente successivi
fu consolidata la posizione ed evacuati i civili superstiti. Ben presto, tuttavia, l'avanzata tedesca fu definitivamente arrestata da energici contrattacchi sovietici, e Steiner revocò l'ordine di attacco, facendo arretrare il III Panzerkorps a Stargard e Stettino, sull'Oder settentrionale.
Il giorno 21 si constatò che il rapporto di forze era tale per cui ulteriori guadagni territoriali avrebbero avuto in costo umano spropositato, perciò Steiner ordinò un ripiegamento generale alla riva nord dell'Inha. Tra il 22 ed il 28 il III Panzerkorps si ritirò lentamente fino all'area circostante Stargard e Stettino a nord dell'Oder.
L'offensiva sovietica del 1º marzo ricacciò la Nordland assieme agli sfibrati resti del III Panzerkorps. In una disperata azione di ritirata/combattimento, i predetti reparti tedeschi inflissero gravi perdite ai sovietici, ma il 4 marzo la divisione stava precipitando ad Altdamm, l'estrema posizione difensiva orientale sull'Oder. Nelle due settimane successive, la Nordland mantenne agguerritamente la città, provocando copiosi spargimenti di sangue per ambo le parti. Il 19, i martoriati difensori ripiegarono dietro l'Oder, con i reggimenti Danmark e Norge praticamente annientati. La divisione ricevette l'ordine di ritirarsi sull'area ad ovest di Schwedt-Bad Freinwalde per tentarne una riorganizzazione.
L'organico fu altresì ripristinato con mezzi e personale provenienti da Luftwaffe e Kriegsmarine.

## La battaglia finale
Il 16 aprile la Nordland ebbe l'ordine di ripiegare sulla linea orientale di Berlino. Malgrado i recenti rinforzi, la divisione era sempre in grave sotto-organico e gran parte dei nuovi arrivati erano poco più che reclute, poco o nulla esperti di combattimento reale. Dal 17 al 20 aprile la divisione fu costantemente impegnata in scontri su tutto il fronte, e fu incalzata fin dentro alla città stessa. Il 22 la Nordland si era dovuta attestare al Tiergarten, in pieno centro. Nei giorni successivi, la divisione cessò di esistere come reparto organicamente coerente.
I resti dei reggimenti Norge e Danmark, assieme ad elementi del battaglione pionieri, si ritrovarono a difendere il ponte sulla Sprea.
Nel frattempo, il grosso dell'attacco sovietico si concentrava sull'area del Treptower Park, dove il resto del battaglione pionieri e alcuni carri sopravvissuti del Panzerabteilung Hermann von Salza continuavano a reggere l'urto. L'SS-Obersturmbannführer Kausch guidò i pochi carri e i blindati in un contrattacco che riuscì ad arrestare l'avanzata russa, sacrificando alcuni dei suoi ultimi mezzi. L'ultimo Sd.Kfz. 250 della Nordland fu distrutto da un soldato russo per mezzo di un Panzerfaust di preda bellica e una foto dell'evento è rimasta come icona simbolica di tutta la battaglia.
Il 26 i difensori del quartiere dei ministeri erano stati obbligati ad arroccarsi fin dentro al Palazzo del Reichstag. Nei giorni che seguirono, i pochi sopravvissuti della divisione tennero il campo resistendo a forze ostili soverchianti. Il 30 aprile il comando di divisione apprese del suicidio di Hitler, ed ordinò a chi ne era in grado di cercare scampo ad ovest. Qualcuno riuscì alla spicciolata ad arrendersi agli statunitensi sulla sponda ovest dell'Elba, ma furono molti di più quelli che non vi riuscirono, e tra loro la 3. compagnia (svedese) dello Aufklärung-Abteilung, che combatté una strenua (ma in definitiva inutile) battaglia tentando di sottrarsi all'accerchiamento sovietico, episodio narrato da Erik Wallin nel suo libro Twilight of the Gods.
Nonostante la tentazione di abbandonare le linee volgendosi ad ovest, molte SS presenti a Berlino il 1º maggio 1945 decisero di sbandarsi verso nord, seguendo le direttive di Wilhelm Mohnke, che aveva promesso di guidare la fuga dal fronte. Viceversa, quando le sue truppe lealiste provenienti dalla 1. Panzer Division Leibstandarte Adolf Hitler e dalla Nordland si stavano radunando presso il ponte Weidendammer, alcuni accompagnati da mogli e figli, egli si era già dato a precipitosa fuga con alcuni dei più stretti collaboratori del Führer, tra cui Traudl Junge, la celebre segretaria di Hitler. In assenza di guida, l'allontanamento per Friedrichstrasse si trasformò in un movimento caotico, che fu rapidamente devastato dagli attacchi corazzati sovietici.
Il 2 maggio le ostilità furono dichiarate terminate per ordine di Helmuth Weidling, comandante dell'Area di Difesa di Berlino, e generale di artiglieria. Tutte le sacche di resistenza furono spazzate via dall'Armata Rossa, e circa 80 000 prigionieri di guerra furono deportati nell'Est europeo. Moltissime SS, mantenendo fede al proprio giuramento di fedeltà ad Hitler, avevano combattuto fino a farsi uccidere, o si erano tolti la vita, una scelta che le dicerie in circolazione avevano reso comune.
Dei pochi sopravvissuti che raggiunsero le linee degli Alleati occidentali, la maggior parte venne riconsegnata ai rispettivi paesi di provenienza.

## Comandanti
- SS-Brigadeführer Franz Augsberger (22 marzo 1943 - 1º maggio 1943)
- SS-Gruppenführer Fritz von Scholz (1º maggio 1943 - 27 luglio 1944)
- SS-Brigadeführer Joachim Ziegler (27 luglio 1944 - 25 aprile 1945)
- SS-Brigadeführer Gustav Krukenberg (25 aprile 1945 - 8 maggio 1945)

## Ordine di battaglia
- SS-Panzergrenadier Regiment 23 Norge
- SS-Panzergrenadier Regiment 24 Danmark
- SS-Panzer Abteilung 11 Herman von Salza
- SS-Panzer Artillerie Regiment 11
- SS-Panzer-Aufklärungs Abteilung 11
- SS-Sturmgeschutz Abteilung 11
- SS-Panzerjäger Abteilung 11
- SS-Nachrichtung Abteilung 11
- SS-Pionier Battalion 11
- SS-Nachrichtung Abteilung Truppen 11
- SS-Nachschub Truppen 11
- SS-Instandsetzungs Abteilung 11
- SS-Wirtschafts Abteilung 11
- SS-Kriegsberichter-Zug 11
- SS-Feldgendarmerie-Trupp 11
- SS-Feldersatz-Battalion 11
- SS-Bewährungs-Kompanie 11
- SS-Sanitäts-Abteilung 11
- SS-Werfer-Battalion 521
- SS-Jäger-Regiment 11

Bandiera del Schalburg-Korps
Bandiera del Frikorps Danmark
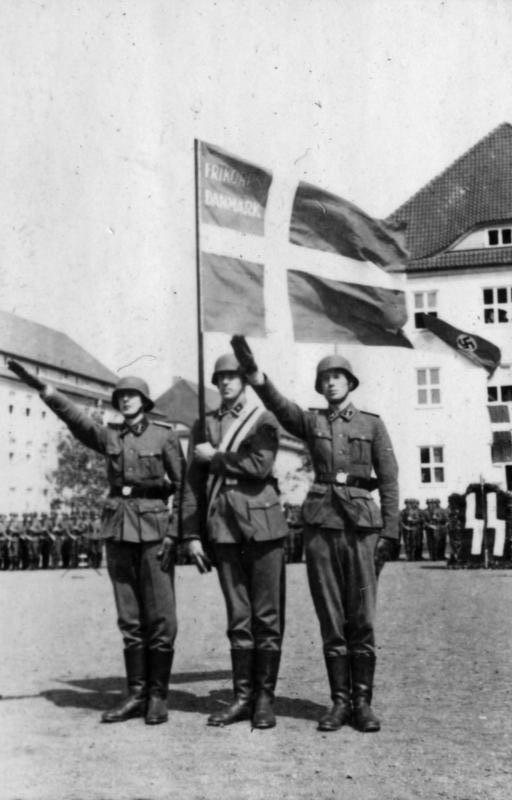
Giuramento o Vereidigung del dänischen SS-Freiwilligen des Frikorps Danmark, 1941
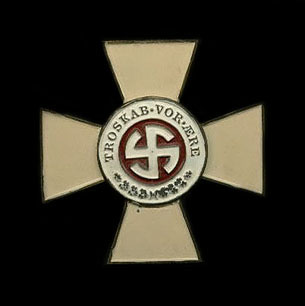
Schalburgkreuz